# Secretaría General Técnica del Ministerio de Fomento
La Secretaría General Técnica del Ministerio de Transportes y Movilidad Sostenible es el órgano directivo, adscrito a la Subsecretaría, que asiste a ésta en materia de servicios comunes del Departamento y en lo relativo a la producción normativa, asistencia jurídica y de publicaciones.
Directamente, asume la representación del Departamento en órganos administrativos de carácter interministerial no expresamente asignados a otros órganos superiores o directivos, ejerciendo su titular la presidencia de la Comisión Permanente del Hormigón, la Comisión Permanente del Cemento y la Comisión Permanente de Estructuras de Acero. Igualmente, sirve como punto de contacto a los efectos de la Ley 20/2013, de 9 de diciembre, de garantía de la unidad de mercado.

## Historia
El origen de la secretaría general técnica del Ministerio se remonta a abril de 1957, cuando en el Ministerio de Obras Públicas se creó este organismo con el objetivo de dar «asistencia y asesoramiento técnico que permita lograr el adecuado desenvolvimiento de los planes de actuación de dicho Ministerio, facilitando la labor de su titular y coordinando las actividades de los distintos Servicios a su cargo». Estaba compuesta por los gabinetes de Asuntos Generales y Disposiciones, de Planificación, Organización y Coordinación, de Relaciones Internacionales y de Estadística y Publicaciones, además de una asesoría técnico-económica.
Casi una década después, en 1965, se crearon dos vicesecretarías generales técnicas para sustituir cuando fuere necesario al titular del órgano; dirigir y vigilar los trabajos que se realicen en el ámbito de competencia de la Secretaría General Técnica, y despachar cuantos asuntos les encomendase el secretario general técnico. Estas dos vicesecretarías se desarrollan tres años más tarde, dando competencias propias a cada una de ellas. Mientras una se encarga de la planificación y estudio económico, de las estadísticas, de la organización y normas técnicas, y de las relaciones internacionales; la otra se encargaba de los asuntos generales y disposiciones, de la información, iniciativas y reclamaciones, y de la biblioteca, documentación y archivo general. Además, del secretario general técnico dependía la Oficina de Prensa. En 1971, las dos vicesecretarías fueron denominadas «de Estudios Económicos y Tecnología» y «de Estudios Administrativos y Coordinación Administrativa».
En 1973 se fusionaron las vicesecretarías dando lugar a una única de carácter genérico que asumía las competencias de las dos extintas. Además, desaparecieron o se subordinaron los gabinetes y se crearon dos subdirecciones generales: de Programación Económica, y de Legislación e Informes. En 1976 se creó el Servicio de Relaciones Institucionales y el Gabinete de Divulgación. Desde 1977 la secretaría general asumió las competencias sobre urbanismo al fusionarse los ministerios y en 1978 se creó una nueva subdirección general de cooperación. En 1979 pasa a depender de este órgano la Centro de Proceso de Datos. Finalmente, en 1982 se suprimen los últimos gabinetes que quedaban.
En julio de 1985 se reestructura la secretaría general ampliando su estructura a cuatro subdirecciones generales: de Disposiciones y Estudios Administrativos, de Estudios Económicos y Tecnología, de Recursos y Relaciones Jurisdiccionales, y de Relaciones Internacionales. En 1991, ya transformado el ministerio en Ministerio de Obras Públicas y Transportes, la secretaría se amplia a cinco subdirecciones generales (de Desarrollo Normativo, de Relaciones Administrativas, de Normativa Técnica y Análisis Económico, de Recursos, y de Relaciones Internacionales) y un Centro de Publicaciones.
El cambio de denominación del Ministerio de Fomento en 1996 no supuso un cambio de estructura, que la mantuvo prácticamente intacta hasta 2009. Este año se redujo su estructura a tres subdirecciones generales, el centro de publicaciones y una división (existente desde 2004). En enero de 2011 se estableció la estructura actual. En 2020, Fomento se renombró como Ministerio de Transportes, Movilidad y Agenda Urbana.

## Estructura y funciones
La Secretaría General Técnica, como órgano directivo de la subsecretaría, posee su propia estructura orgánica a través de la cual desempeña las competencias que le otorga el ordenamiento jurídico. Estos órganos son:
- La Vicesecretaría General Técnica, a la que corresponde el ejercicio de las funciones sobre asistencia al ministro y al subsecretario en orden a la coordinación de los servicios;  la tramitación de los proyectos de Convenios y Acuerdos internacionales; el seguimiento de los actos y disposiciones de las comunidades autónomas y la coordinación administrativa de las actuaciones en materia de traspasos de las funciones y servicios a las comunidades autónomas, en colaboración con los órganos superiores y los demás directivos del Departamento; el análisis y tramitación de los convenios que suscriba el Ministerio de Transportes, Movilidad y Agenda Urbana, así como la tramitación de aquellos que suscriban las entidades y organismos adscritos o dependientes del mismo; coordinar y tramitar con el Ministerio de Hacienda las propuestas normativas que se formulen por el Departamento y sus organismos públicos para su inclusión en el anteproyecto de ley de presupuestos generales del Estado; y la tramitación de la publicación de disposiciones y actos administrativos del Departamento en las secciones I y III del Boletín Oficial del Estado. Asimismo, es responsable de la tramitación, coordinación, informe y propuesta de los asuntos que hayan de ser sometidos a los órganos colegiados del Gobierno de la Nación, salvo cuando se trate de asuntos que hayan de ser sometidos a la Comisión Delegada del Gobierno para Asuntos Económicos.
- La Subdirección General de Legislación, a la que corresponde informe de las disposiciones generales que emanen del Departamento, y la elaboración de las que le sean encomendadas, así como la coordinación de las actividades normativas y la redacción, en colaboración con los demás órganos directivos del Departamento, del programa normativo del Ministerio de Transportes, Movilidad y Agenda Urbana; el informe sobre proyectos normativos impulsados por otros departamentos y que afecten al Ministerio; la realización de estudios e informes de carácter jurídico-administrativo, tanto de Derecho nacional como comparado, en las materias de la competencia del Departamento, así como de las entidades y organismos adscritos o dependientes del mismo; y el seguimiento y coordinación de las cuestiones prejudiciales y procedimientos contenciosos con la Unión Europea, y de la transposición de Directivas en coordinación con el Ministerio de Asuntos Exteriores, Unión Europea y Cooperación.
- La Subdirección General de Normativa y Estudios Técnicos, a la que le corresponde la preparación de normativa y estudios técnicos y de informes de carácter tecnológico así como, en su caso, jurídicos en relación con las infraestructuras, el transporte y demás materias competencia del Departamento; la tramitación de la normativa derivada de la preparación de los estatutos de las corporaciones profesionales que se relacionan con el Ministerio; la tramitación y propuesta de resolución de los procedimientos de reconocimiento de los títulos de enseñanza superior expedidos por Estados miembros de la Unión Europea y demás Estados signatarios del Acuerdo sobre el Espacio Económico Europeo referentes a las profesiones relacionadas con el Departamento; el reconocimiento oficial de los distintivos contemplados en la normativa técnica correspondiente; la elaboración de la propuesta de anteproyecto de presupuestos y la gestión y tramitación de los créditos y gastos asignados al centro directivo, sin perjuicio de las competencias de otros órganos superiores o directivos del Departamento y en coordinación con ellos. Asimismo, es responsable de la tramitación, coordinación, informe y propuesta de los asuntos que hayan de ser sometidos a los órganos colegiados del Gobierno de la Nación, salvo cuando se trate de asuntos que hayan de ser sometidos a la Comisión Delegada del Gobierno para Asuntos Económicos.
- La Subdirección General de Recursos, competente para la tramitación y propuesta de resolución de los recursos administrativos y de los requerimientos a los que se refiere el artículo 44 de la Ley reguladora de la Jurisdicción Contencioso-Administrativa; la iniciación, tramitación y propuesta de resolución de los expedientes de revisión de los actos administrativos, de declaración de nulidad de las disposiciones administrativas y de la declaración de lesividad cuando se refieran a actos del Departamento, y las relaciones con los órganos jurisdiccionales; así como la tramitación y propuesta de resolución de los recursos, previstos en la Ley de Contratos del Sector Público, en el ámbito del sector público institucional vinculado al Ministerio de Transportes, Movilidad y Agenda Urbana.
- La Subdirección General de Régimen Postal, órgano competente para la definición de las políticas de desarrollo del servicio postal universal; la elaboración de las disposiciones de carácter general en materia postal; el seguimiento e información sobre las políticas comunitarias y las de cooperación al desarrollo en materia postal; la participación en organizaciones postales nacionales e internacionales, sin perjuicio de las que corresponden a la Comisión Nacional de los Mercados y la Competencia; la resolución de las controversias, quejas y denuncias de los usuarios en el ámbito del servicio postal universal; el ejercicio de la potestad de inspección y sanción en materia de su competencia; el sistema de autorizaciones, cobro de tasas postales y la gestión del Registro General de empresas prestadoras de servicios postales; la información a los usuarios de las condiciones de prestación de los operadores postales; la gestión del Consejo Superior Postal, de la Comisión Filatélica del Estado y del Consejo de la Orden Civil del Mérito Postal y de la Medalla al Mérito Filatélico, y la propuesta de fijación de los servicios mínimos de carácter obligatorio para asegurar la prestación del servicio postal universal.
- La División de Reclamaciones de Responsabilidad Patrimonial, que asume la tramitación y propuesta de resolución de las reclamaciones de responsabilidad patrimonial derivadas del funcionamiento de los servicios de la competencia del Ministerio.
- El Centro de Publicaciones, al que corresponde la coordinación de la actividad editorial y difusora de las publicaciones oficiales del Ministerio y el seguimiento del cumplimiento de la legislación vigente en esta materia. En particular, la elaboración del programa editorial con las publicaciones oficiales, en coordinación con las distintas unidades editoras del Ministerio, así como la gestión, edición, distribución y comercialización, en su caso.

## Presupuesto
La Secretaría General Técnica del Ministerio de Fomento tiene un presupuesto asignado de 111 681 470 € para el año 2023. De acuerdo con los Presupuestos Generales del Estado para 2023, la SGT participa en dos programas:
| Nº Programa                 | Programa                                                          | Dotación      | Ref.   |
| --------------------------- | ----------------------------------------------------------------- | ------------- | ------ |
| 451N                        | Dirección y Servicios Generales de Fomento                        | 1 681 470 €   | [ 12 ] |
| 000X                        | Transferencias internas a través de la Secretaría General Técnica | 110 000 000 € | [ 13 ] |
| Total presupuesto de la SGT | Total presupuesto de la SGT                                       | 111 681 470 € |        |